# Baškovce (Košice)
|  | No s'ha de confondre amb Baškovce (Prešov). |

Baškovce és un poble i municipi d'Eslovàquia. Es troba a la regió de Košice, a l'est del país.

## Història
La primera referència escrita de la vila data del 1427.

## Demografia
| Godina             | 1994 | 2004   | 2014   | 2024    |
| ------------------ | ---- | ------ | ------ | ------- |
| Nombre de persones | 269  | 261    | 253    | 215     |
| Diferència         |      | −2,97% | −3,06% | −15,01% |

| Godina             | 2023 | 2024   |
| ------------------ | ---- | ------ |
| Nombre de persones | 224  | 215    |
| Diferència         |      | −4,01% |